# Angina pectoris
L'angina pectoris è un dolore al torace, dietro lo sterno - perciò denominato anche "dolore retrosternale" - provocato dall'insufficiente ossigenazione del cuore a causa di una transitoria diminuzione del flusso sanguigno attraverso le arterie coronarie.
Fu descritta la prima volta dal medico e patologo inglese William Heberden nel 1768.

## Introduzione
Il dolore anginoso in genere inizia lentamente, per giungere all'apice e quindi sparire nell'arco di 10-15 minuti; il dolore può propagarsi anche agli organi prossimi al torace e tale situazione viene definita irradiazione del dolore.
La prima insorgenza di angina in un individuo è sempre, per definizione, instabile (angor instabile primario), anche se in realtà il termine è scarsamente utilizzato nella pratica clinica.

## Classificazione
La classificazione clinico-prognostica dell'angina è principalmente di due tipi:
- angina pectoris stabile, è una condizione clinica caratterizzata dall'insorgenza dei sintomi sotto sforzo e sempre agli stessi livelli di affaticamento: questo è il motivo per cui è stata definita angina stabile da sforzo.
- angina pectoris instabile, è una condizione clinica caratterizzata dall'insorgenza dei sintomi a riposo e pertanto non prevedibile: questo è il motivo per cui è stata definita angina instabile.
Viene rinominata anche come "sindrome pre-infartuale", poiché il primo episodio potrebbe essere abbastanza prolungato da portare all'infarto del miocardio.

La classificazione fisiopatologica distingue le angine in:
- angina primaria dovuta a riduzione di apporto di ossigeno
- angina secondaria dovuta ad aumentato fabbisogno metabolico

Tre forme particolari di angina vengono di seguito riportate:
- l'angina variante o angina di Prinzmetal, nella quale c'è all'elettrocardiogramma un sopraslivellamento del tratto ST reversibile, dovuto ad uno spasmo coronarico, in genere, se il sintomo è breve, non si rilevano le alterazioni enzimatiche caratteristiche della necrosi miocardica. In questa situazione il rischio di infarto può essere più alto. Questo è il tipico esempio di angina primaria.
- la Sindrome X cardiaca
- la Sindrome tako-tsubo, spesso rilevata in situazioni di stress eccessivo con aumento nel sangue di catecolamine. È prevalente nel sesso femminile.

## Epidemiologia e storia
In Italia soffre di angina pectoris il 3,3% degli uomini e il 3,9% delle donne tra i 35 e i 74 anni, in casi rari si può manifestare in periodo di sviluppo dopo la pubertà infantile se si ha una grave forma di cardiopatia, in genere congenita. Si presenta generalmente dai 40-50 anni in su; si calcola un nuovo caso all'anno ogni 750 persone.
L'angina di Prinzmetal rappresenta il 2% dei casi di angina pectoris.
L'incidenza dell'angina pectoris è più o meno paragonabile anche nel resto dei paesi occidentali, mentre è molto meno comune nei paesi del Terzo Mondo dato che i fattori di rischio cardiologico sono strettamente collegati alla società del benessere.

## Etimologia
Il termine angina dal latino angor, denota in ambito medico un senso di soffocamento o stringimento, ma anche di angoscia, pena, affanno o afflizione. Il nome ricorda quello della dea romana Angerona, che proteggeva gli uomini dalle malattie cardiache.

## Eziologia
La causa principale è in genere correlata all'ostruzione di un vaso ad opera di una placca aterosclerotica, che riduce il lume arterioso e ostacola il passaggio di sangue, specie durante lo sforzo. Si hanno sintomi solo quando l'ostruzione è superiore al 70% del lume.
Rientrano dunque nei fattori di rischio per l'angina gli stessi fattori di rischio dell'aterosclerosi, poiché si tratta sempre di arterie:
- alti livelli di colesterolo;
- pressione alta;
- obesità;
- diabete mellito;
- familiarità e/o predisposizione;
- fumo;
- vita sedentaria.

L'angina pectoris può essere presente in casi di insufficienza cardiaca, aritmia con elevata frequenza cardiaca, stenosi aortica, embolia polmonare e altre condizioni che possano provocare un ridotto afflusso di sangue al cuore.
L'angina di Prinzmetal è causata da spasmi nelle arterie coronarie; gli spasmi si presentano spontaneamente nella maggior parte dei casi, anche in assenza dei fattori di rischio classici delle malattie cardiache; la metà dei pazienti afflitti da questa rara forma non presenta evidenze aterosclerotiche.
Quando gli spasmi non si presentano in condizioni di riposo possono essere indotti da:
- esposizione al freddo;
- stress emotivo;
- assunzione di alcolici;
- farmaci vasocostrittori;
- assunzione di cocaina.

## Patogenesi
Il dolore insorge per via dell'accumulo di metaboliti tossici nel muscolo cardiaco a causa dell'ischemia. È caratterizzato da un senso di profonda oppressione o costrizione, normalmente dislocato in zona retrosternale e dura di norma meno di 15 minuti.
Frequenti sono le irradiazioni del dolore al braccio sinistro, alle scapole, alla mandibola, all'epigastrio (bocca dello stomaco), o verso il collo con senso di chiusura delle vie respiratorie e soffocamento. Esistono dei sintomi aspecifici, come la dispnea, che possono essere comunque di natura anginosa. In tali casi si parla di equivalenti anginosi (spesso si presentano nei diabetici e nelle persone anziane).

### Complicanze
L'angina pectoris stabile può evolvere in angina pectoris instabile se non si eliminano i fattori di rischio cardiologico. In genere però vi è una fase intermedia in cui la malattia peggiora con l'aumento delle crisi anginose e la comparsa del dolore per sforzi sempre meno intensi. Se il paziente viene trattato per tempo non si arriva all'angina instabile.
L'angina pectoris instabile (o più raramente anche l'angina pectoris stabile) può essere il segno di un imminente attacco di cuore e non deve in alcun modo essere sottovalutata. È importante individuare quanto prima l'origine del dolore ed identificarlo come angina.
Anche l'angina di Prinzmetal può evolvere in infarto, soprattutto se la durata degli spasmi dovesse prolungarsi; questa eventualità però non è comune e generalmente non si presenta nei pazienti sotto cura specifica.
In rari casi l'angina pectoris prolungata può evolvere in forme aritmiche, che possono esserne la prima manifestazione.

## Clinica

### Esami di laboratorio e strumentali
La diagnosi si avvale di diversi strumenti a crescente livello di completezza: l'elettrocardiogramma (ECG) non è in grado, a meno che non venga praticato durante una crisi, di rilevare da solo l'esistenza di un quadro di angina pectoris. Occorre l'impiego dell'holter (ECG continuo di 24 ore) o meglio ancora l'ECG sotto sforzo; infine la coronarografia (o angiografia coronarica) può dare un quadro completo, evidenziando le arterie epicardiche.

### Diagnosi differenziale
Fondamentale, data la localizzazione del dolore in sede toracica, è escludere altre cause: un dolore simile a quello anginoso, infatti, può derivare anche da esofagiti, ulcera peptica e coliche biliari.
Sono da escludere anche pleuriti o dolori di origine reumatica; in rari casi potrebbe trattarsi di una semplice indigestione.

## Trattamento
La scelta del trattamento è stabilita in relazione al tipo di angina diagnosticato e dall'eventuale compresenza di altre malattie.
Importanza primaria, oltre che profilattica, è data dall'immediata correzione del rischio cardiovascolare (fumare, nutrirsi smodatamente fino al sovrappeso) oltre che al controllo della pressione sanguigna, del colesterolo e dello stress.
Importante è anche la correzione di situazioni predisponenti quali vizi valvolari, aritmie, diabete e problemi tiroidei.
La prima cosa da fare all'insorgenza del dolore è mettersi immediatamente a riposo, in modo da abbassare il fabbisogno di ossigeno del muscolo cardiaco.
Una leggera attività fisica di tipo aerobico può però essere indicata per ottenere benefici a lungo termine per l'angina stabile.
In presenza di angina instabile (quindi anche alla prima comparsa dei sintomi anginosi) è fortemente consigliato il ricovero ospedaliero.

### Farmacologia
La terapia medica dell'angina pectoris si avvale di numerosi farmaci operanti a livello sintomatico ed emodinamico, da assumere in via continuativa o preventiva, oppure al momento della crisi. La nitroglicerina, assunta per via sublinguale, è il trattamento generalmente usato per alleviare il dolore; i betabloccanti e i calcioantagonisti sono usati per un trattamento continuativo; le statine correggono il colesterolo.
I betabloccanti possono avere controindicazioni nei casi di angina di Prinzmetal, in particolare se causata da assunzione di cocaina.
Nei casi di angina stabile l'assunzione di nitroglicerina può essere indicata prima di sottoporsi a sforzi o altri comportamenti che potrebbero scatenare la crisi anginosa.
La Società Europea di Cardiologia, nelle linee guida sulla angina stabile (2006), afferma che la base di una gestione medica rimane l'approccio farmacologico, tranne in poche situazioni ad alto rischio e prevede in prima linea l'uso di betabloccanti e calcioantagonisti e in seconda linea l'utilizzo di nuovi farmaci come la ranolazina e l'ivabradina, sconsigliando nella terapia cronica l'impiego dei nitrati per la loro azione negativa a lungo termine sull'apparato renale e sul diabete. Anche l'acido acetilsalicilico trova impiego nella terapia di questa patologia, in particolare nell'angina instabile e generalmente nei casi in cui ci sia un maggior rischio d'infarto, perché gli antiaggreganti piastrinici, riducendo la viscosità del sangue, diminuiscono la possibilità di formazione di trombi nelle arterie coronarie.

### Rivascolarizzazione
La rivascolarizzazione si rende necessaria quando l'area supplita dalla coronaria stenosante supera il 10% di miocardio, oppure è severamente depressa la funzione ventricolare sinistra. 
Si predilige la cardiochirurgia con bypass aorto-coronarico nei casi di sindrome trivasale o stenosi della arteria coronaria discendente anteriore. Negli altri casi si procede invece con un intervento meno invasivo, fatto per via percutanea dal cardiologo interventista con l'angioplastica coronarica mirata all'impianto di stent.
Le nuove tecnologie offrono la possibilità di impiantare stent automedicati o riassorbibili. Ad ogni modo ciò non toglie il fatto che l'intervento di bypass risulta esser più risolutivo. Inoltre all'impianto di stent va associata una terapia di doppia antiaggregazione onde evitare trombosi o restenosi dello stent.
Il trattamento chirurgico non è utile nell'angina di Prinzmetal, a meno che non si rivelino ostruzioni fisse durante l'angiografia.

### Prognosi
L'angina stabile tende a migliorare con i trattamenti se si riducono i fattori di rischio cardiovascolare.
L'angina di Prinzmetal generalmente risponde al trattamento farmacologico con calcio antagonisti.